# 刀自古郎女
刀自古郎女（とじこ の いらつめ、生没年不詳）は、飛鳥時代の女性。聖徳太子の妃。父は蘇我馬子、母は物部氏の女と伝えられている。また一説には第32代崇峻天皇の女御・河上娘の妹、もしくは同一とするものがある。

## 系譜
- 父：蘇我馬子
- 母：物部氏の女（太媛）
- 弟：蘇我蝦夷
- 姉：河上娘（崇峻天皇嬪）
- 妹：法提郎女（舒明天皇夫人、古人大兄皇子母）
- 子：山背大兄王・財王・日置王・片岡女王の三男一女